# Knefastia
Knefastia é um gênero de gastrópodes pertencente a família Pseudomelatomidae.

## Espécies
- †Knefastia aenigmatica Landau, Da Silva & Heitz, 2016
- Knefastia altenai Macsotay & Campos Villarroel, 2001[2]
- †Knefastia chira Olsson, 1931
- †Knefastia coislinensis (Cossman, 1898)
- †Knefastia crassinoda (Des Moulins, 1842)
- †Knefastia cubaguaensis Landau, Da Silva & Heitz, 2016
- Knefastia dalli Bartsch, 1944[3]
- †Knefastia decipiens (Deshayes, 1865)
- †Knefastia etteri Landau, Da Silva & Heitz, 2016
- Knefastia funiculata (Kiener, 1840)[4]
- †Knefastia glypta Gardner, 1937
- Knefastia hilli Petuch, 1990[5]
- Knefastia howelli (Hertlein & Strong, 1951)[6]
- †Knefastia kugleri Jung, 1965
- †Knefastia limonensis Olsson, 1922
- †Knefastia lindae Petuch, 1994
- Knefastia olivacea (Sowerby I, 1834)[7]
- †Knefastia polygona (Deshayes, 1834)
- Knefastia princeps Berry, 1953[8]
- †Knefastia rouaulti (Cossmann, 1923)
- †Knefastia sainti (de Boury, 1899)
- Knefastia tuberculifera (Broderip & Sowerby I, 1829)[9]
- Knefastia walkeri Berry, 1958[10]
- †Knefastia waltonia Gardner, 1937

Espécies trazidas para a sinonímia
- Knefastia horrenda (Watson, 1886):[11] sinônimo de Stenodrillia horrenda (R. B. Watson, 1886)
- †Knefastia lavinoides Olsson, 1922: sinônimo de †Knefastia limonensis Olsson, 1922
- Knefastia nigricans (Dall, 1919): sinônimo de Crassispira maura (Sowerby I, 1834)